# Stop-loss
A stop-loss egy tőzsdei veszteséget minimalizáló vagy eredmény biztosító megoldás, használatával a kereskedő előre meghatározhatja a veszteség maximális nagyságát, illetve ha már elért nyereséget, bebiztosíthatja azt egy úgynevezett aktiválási árszinthez tartozó ajánlattal. A stop megbízást valójában egy inaktív időzített - a jövőbeni piaci eseményekhez illeszkedő - részvények, devizák és kriptovaluták kereskedése során használják napi rendszerességgel a gyakorlott befektetők. Stop-loss vételi megbízás akkor teljesül, ha az árfolyam emelkedve elér egy bizonyos szintet, míg a stop-loss eladói megbízás akkor teljesül, ha az árfolyam csökkenés elér egy, a felhasználó által előre meghatározott szintet, ami a pozíció lezárását eredményezi.

### Stop-loss kiválasztása
A stop-loss megbízás azért hasznos, mert a befektető maga határozhatja meg a maximális, számára még elviselhető veszteséget. Ezért is fontos, hogy a stop-loss vételi/eladási ajánlat szintjét észszerűen válassza meg a felhasználó. Fontos, hogy a kereskedő figyelembe vegye a meglévő pozíciójának méretét a stop-loss beállításakor.

### Stop-loss automatizálás
Az egyes kereskedési rendszerek által biztosított interfészek segítségével lehetőséget ad a befektetők számára, hogy előre meghatározott árfolyamszinteken, automatikus eladási vagy vételi ajánlatokat tegyenek. Ezeket trading botoknak vagy más néven stop-loss manager alkalmazásoknak hívják.

### A stop-loss fajtái
Normál stop-loss, amely adott aktiválási szinten kerül megvételre vagy eladásra vagy a még fejlettebb mód az úgynevezett csúszó stop-loss (trailing stop).

#### Csúszó stop-loss
A csúszó stop-loss, avagy úgynevezett trailing stop-loss azt engedélyezi, hogy az árfolyamváltozást dinamikusan követve viszi be a rendszer eladói ajánlatunkat.
Példa a csúszó stop-loss használatára:
Példaként vegyünk 10 000 forintos áron OTP részvényt. A részvény megvásárlásakor bevittünk egy stop-loss eladói megbízást, amelyet a jelenlegi árszinthez képest -10%-os árszintre tettünk, ami azt jelenti, hogy OTP részvényünk automatikusan eladásra kerül amint ára eléri a 9000 forintos árszintet. De mivel ezt egy csúszó stop-loss megbízásként vittük be, ha a részvény ára emelkedik a stop-loss eladói árszintünk is emelkedik. Tegyük fel a részvény ára felmegy 12 000 forintra, anélkül, hogy bármikor visszaesett volna 10%-nál többet. Ekkor a 12 000-es árfolyamszintről visszaesik 10%-ot. Mivel a csúszó stop-loss eladói ajánlatunk korábban még nem aktiválódott és dinamikusan követte az árfolyamváltozást, így a 10%-os visszaesés után aktiválódik eladói ajánlatunk és a pozíciónk eladásra kerül 10.800 forintos árfolyamon. Így, azáltal, hogy egy csúszó (moving/ trailing) stop-loss ajánlatot vittünk be, kerestünk ebben az esetben 800 forintot részvényenként.

##### A csúszó stop-loss további alkalmazása
Egyes tőzsdei felületeken nagyon jól lehet alkalmazni ezeket a lehetőségeket.
Különböző tőzsdei rendszerek biztosítanak API hozzáférést rendszerükhöz. A kereskedési rendszerek által biztosított - titkosított csatornán keresztül működő - ún. alkalmazásprogramozási interfész, amely a befektető által meghatározott funkciókra használható csak, mint például egyenleg lekérdezése, ajánlat indítása, törlése.
A kriptotőzsdék előszeretettel adnak lehetőséget az API hozzáféréshez, ilyen kriptovaluta-tőzsde például a Binance és a Bitstamp.
Az árfolyamok követését ma már speciális kereskedést segítő szoftver segítségével is meg tudjuk valósítani. A befektetők által meghatározott szinteken automatikusan eladásra kerülhetnek az adott részvények, pozíciók, vagy más esetben kriptovaluták. A csúszó stop-loss a pozíció lezárta után is figyeli az árfolyamokat, ami lehetővé teszi a kereskedőt a részvény / kriptovaluta automatikus visszavásárlására.